# Jan Merlin

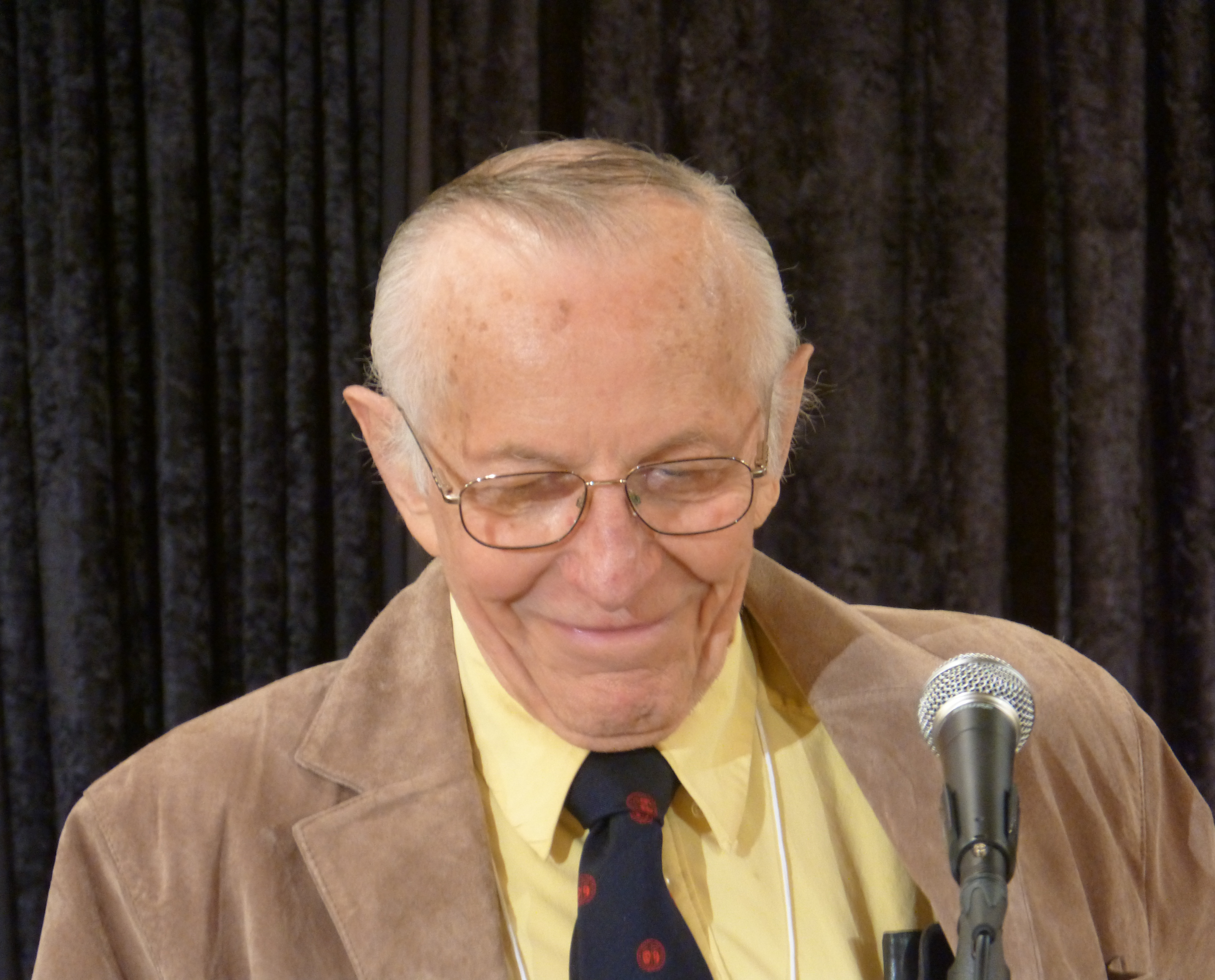
Jan Merlin (2013)

Jan Merlin (eigentlich Jan Wasylewski; * 3. April 1925 in New York City, New York; † 20. September 2019 in Los Angeles, Kalifornien) war ein US-amerikanischer Schauspieler und Drehbuchautor. Bekanntheit erlangte er durch seine Rollen in Western und im Film noir.

## Leben
Jan Merlin wurde als Sohn russisch-polnischer Einwanderer geboren. Er besuchte die New Yorker Grace Church School, ehe er der United States Navy beitrat. Während des Zweiten Weltkriegs diente er auf drei verschiedenen Schiffen und gehörte 1945 zu jenen Soldaten, die nach der Kapitulation Japans als Besatzer in der Seto-Inlandsee stationiert wurden.
Nach seiner Dienstzeit erhielt Merlin Schauspielunterricht in der New Yorker Neighborhood Playhouse School of the Theatre. 1946 hatte er seine ersten Auftritte im Summer Stock Theatre. 1949 gab Jan Merlin sein Debüt am Broadway im Stück Mister Roberts an der Seite von Henry Fonda.
1950 erlangte Merlin Bekanntheit durch die Rolle des Roger Manning in der bis 1955 produzierten Science-Fiction-Fernsehserie Tom Corbett, Space Cadet. 1954 folgte die erste kleine Filmrolle in Formicula. In den folgenden Jahren etablierte er sich insbesondere als Darsteller in Western und im Film noir, darunter waren auch mehrere Hauptrollen. Zudem war Merlin in kleinen Nebenrollen in Filmen wie Die Totenliste, Chicago-Massaker und Die Hindenburg zu sehen. Einen seiner bekanntesten Filmauftritte hatte er 1969 als Bankräuber Al in Woody Allens Woody, der Unglücksrabe. 1992 beendete Merlin seine Film- und Fernsehkarriere, er war jedoch anschließend noch bis in das hohe Alter als Theaterschauspieler tätig.
Neben seiner Arbeit als Schauspieler war Jan Merlin auch als Drehbuchautor tätig, darunter für die Fernsehsendung Another World, für die er 1975 einen Emmy Award erhielt. 2009 wurde er für sein Lebenswerk mit dem Golden Halo Award ausgezeichnet.
Jan Merlin war von 1951 bis zu ihrem Tod im Jahr 1986 mit Patricia Datz verheiratet. Aus der Ehe stammt ein 1964 geborener Sohn. In zweiter Ehe war Merlin seit 1988 mit Barbara Doyle verheiratet. Er starb am 20. September 2019 im Alter von 94 Jahren in Los Angeles.

## Filmografie (Auswahl)
- 1950–1955: Tom Corbett, Space Cadet (Fernsehserie, 50 Folgen)
- 1954: Formicula (Them!)
- 1955: Seine letzte Chance (Six Bridges to Cross)
- 1955: Blutgeld (Big House)
- 1955: Schakale der Unterwelt (Illegal)
- 1956: Stunden des Terrors (A Day of Fury)
- 1956: Mit blanker Waffe (Screaming Eagles)
- 1956: Mord in der Sierra Nevada (A Strange Adventure)
- 1956: The Peacemaker
- 1957: Abenteuer im wilden Westen (Zane Grey Theater, Fernsehserie, 2 Folgen)
- 1958: Die Draufgänger von San Fernando (Cole Younger, Gunfighter)
- 1958–1959: The Rough Riders (Fernsehserie, 39 Folgen)
- 1958, 1961: Perry Mason (Fernsehserie, 2 Folgen)
- 1960: Die Unerbittlichen (Hell Bent for Leather)
- 1960–1963: Am Fuß der blauen Berge (Laramie, Fernsehserie, 6 Folgen)
- 1962: Bonanza (Fernsehserie, Folge 3x18 Der lange Ritt)
- 1963: Tausend Meilen Staub (Rawhide, Fernsehserie, Folge 5x19 Die Trophäe von Crooked Hat)
- 1963: Die Totenliste (The List of Adrian Messenger)
- 1963: Im Sattel ritt der Tod (Gunfight at Comanche Creek)
- 1964: Die Leute von der Shiloh Ranch (The Virginian, Fernsehserie, 2 Folgen)
- 1964: Rauchende Colts (Gunsmoke, Fernsehserie, Folge 10x01)
- 1964: ... und knallten ihn nieder (Guns of Diablo)
- 1964: Solo für O.N.C.E.L. (The Man from U.N.C.L.E., Fernsehserie, Folge 1x13)
- 1964–1967: Die Seaview – In geheimer Mission (Voyage to the Bottom of the Sea, Fernsehserie, 3 Folgen)
- 1966: … denn keiner ist ohne Schuld (The Oscar)
- 1966: Tarzan (Fernsehserie, Folge 1x07)
- 1966: Auf der Flucht (The Fugitive, Fernsehserie, Folge 4x13)
- 1967: Chicago-Massaker (The St. Valentine’s Day Massacre)
- 1968: Invasion von der Wega (The Invaders, Fernsehserie, Folge 2x21)
- 1968: Der Chef (Ironside, Fernsehserie, Folge 1x22)
- 1969: Woody, der Unglücksrabe (Take the Money and Run)
- 1969, 1971: Kobra, übernehmen Sie (Mission: Impossible, Fernsehserie, 2 Folgen)
- 1969–1974: FBI (The F.B.I., Fernsehserie, 3 Folgen)
- 1970: Mannix (Fernsehserie, Folge 3x16 Ein gewagtes Spiel)
- 1972: The Twilight People
- 1973: Meuterei auf der Teufelsinsel (I Escaped from Devil’s Island)
- 1974: Unsere kleine Farm (Little House on the Prairie, Fernsehserie, Folge 1x07)
- 1975: Baretta (Fernsehserie, Folge 1x04)
- 1975: Die Hindenburg (The Hindenburg)
- 1976: Die Zwei mit dem Dreh (Switch, Fernsehserie, Folge 2x06)
- 1983: Die Himmelhunde von Boragora (Tales of the Gold Monkey, Fernsehserie, Folge 1x19)
- 1985: Trio mit vier Fäusten (Riptide, Fernsehserie, Folge 3x04)
- 1985: Das A-Team (The A-Team, Fernsehserie, Folge 4x09 Der rote Tod und seine Tochter)
- 1986: Der Gladiator (The Gladiator, Fernsehfilm)
- 1988: The Last Song (Permanent Record)
- 1989: Ausweglos (Nowhere to Run)
- 1989: Dallas (Fernsehserie, Folge 13x07 Väter und andere Fremde)
- 1989: Silk 2 – Hart wie Seide, Sanft wie Stahl (Silk 2)
- 1990: Lebendig begraben (Buried Alive, Fernsehfilm)
- 1990: Evil Blood (False Identity)
- 1990: Stadt in Panik (After the Shock, Fernsehfilm)
- 1991: Paradise – Ein Mann, ein Colt, vier Kinder (Paradise, Fernsehserie, Folge 3x02)
- 1992: A Child Lost Forever: The Jerry Sherwood Story (Fernsehfilm)